# Moutier-Rozeille
Moutier-Rozeille è un comune francese di 444 abitanti situato nel dipartimento della Creuse nella regione della Nuova Aquitania.

## Storia

### Simboli
La campana ricorda l'antico monastero che esisteva a Moutier Rozeille; la banda ondata d'azzurro rappresenta il fiume La Rozeille che attraversa il comune.

## Società

### Evoluzione demografica
Abitanti censiti